# Idroastrofillite
L'idroastrofillite è un minerale non riconosciuto dall'IMA perché la sua descrizione è stata pubblicata prima dell'approvazione; appartiene però al supergruppo dell'astrofillite.